# Zdzisław Broncel
Zdzisław Alfred Broncel (ur. 14 kwietnia 1909 w Warszawie, zm. 7 grudnia 1998 w Londynie) – polski krytyk literacki, dziennikarz radiowy, publicysta.

## Życiorys
W 1927 zdał maturę w Państwowym Gimnazjum im. Stanisława Staszica w Warszawie. Studiował polonistykę na Uniwersytecie Warszawskim i dziennikarstwo w Wyższej Szkole Dziennikarskiej. Był współpracownikiem Prosto z Mostu, krytykiem teatralnym Wieczoru Warszawskiego i Gońca warszawskiego, a w latach 1938–1939 kierował działem literackim pisma Kronika Polski i świata. Od 1939 do 1941 był dyrektorem Teatru na Pohulance w Wilnie. W czerwcu 1941 aresztowany przez władze sowieckie i zesłany do łagru, został zwolniony w styczniu 1942. Był żołnierzem Armii Polskiej na Wschodzie, służył w 3 Brygadzie Strzelców Karpackich pracował w Centrum Informacji. Od 1942 współpracował z pismem „W drodze”, którego został redaktorem naczelnym (1945–1947). W 1943 opublikował tom wierszy Łaska nocy. Sonety uralskie z tego zbioru były później wielokrotnie przedrukowywane. 
Od 1947 mieszkał w Londynie. Był pracownikiem Rozgłośni Polskiej Radia Wolna Europa (przez dwa miesiące w 1952) i Sekcji polskiej BBC (1952–1971), dla której pisał i niekiedy reżyserował słuchowiska radiowe, prowadził audycję Przegląd kulturalny. Publikował w prasie emigracyjnej, m.in. współpracował z paryską Kulturą. W 1998 jego wiersze zebrano w tomie Wiersze: dawne i nowe (wyd. Polska Fundacja Kulturalna)
Był laureatem nagrody Związku Pisarzy Polskich na Obczyźnie dla krytyka literackiego (1954)